# U1.11
L'U1.11 és un cúmul de quàsars situat a les constel·lacions del Lleó i de la Verge. És un dels més grans del LQG (de l'anglès: Large Quasar Group, gran grup de quàsars) coneguts, amb el diàmetre màxim calculat de 780 Mpc (2,2 mil milions d'anys llum) i conté 38 quàsars. Va ser descobert el 2011 durant el curs de l'Sloan Digital Sky Survey. Fins al descobriment del Huge-LQG el novembre de 2012, va ser l'estructura més gran de l'univers, que va superar el rècord de 20 anys del Clowes-Campusano LQG com a estructura més gran en el moment del seu descobriment.

## Característiques
L'estructura està situada aproximadament a 2 ° de distància del cúmul de quàsars Clowes–Campusano LQG (CCLQG). Té un desplaçament cap al roig de z = 1.11,  per això el seu nom, que correspon a una distància d'aproximadament 8.8 mil milions d'anys llum de distància. És contigua a la CCLQG i està relativament a prop de l'U1.54, un altre LQG. És formada per 38 quàsars, i pot suggerir l'evolució d'un gran filament de galàxies..

## Principi cosmològic
Segons el principi cosmològic, la distribució aleatòria de la matèria i l'energia a les diferents parts de l'univers ha de ser aproximadament homogènia i isotròpica, i que les sobredensitats aleatòries d'aquests objectes han de ser petites si es projecten a una escala prou gran. Mentre que Yadav et al van projectar que les mides estructurals màximes eren al voltant dels 260 h/Mpc, mentre altres van donar valors de 70-130 h/Mpc. Càlculs més recents suggereixen valors dins de 370 Mpc. No obstant això, l'U1.11 era dues vegades tan gran que l'escala que presideix i es troben altres estructures que eren més grans que l'esmentada escala. (Algunes estructures superen l'escala en un factor de 8, com ara la Gran Barrera d'Hèrcules-Corona Boreal). Tenint en compte la proximitat amb els Huge LQG, CCLQG i U1.54, serà una gran contradicció per al model cosmològic modern.